# 巴斯伍德 (密歇根州)
巴斯伍德（英語：Basswood）是位於美國密歇根州艾昂縣馬斯托登鎮區的一個非建制地區。此地得名自當地附近的美洲椴樹（Tilia americana）樹林。

## 地理
巴斯伍德所處的海拔為高於海平面485米（即1591英呎），而該地所採用的時區為UTC-6，即北美中部時區（CST）。同時該地設有夏令時間，為UTC-6調快一小時，即UTC-5（CDT）。